# 尹三聘
尹三聘（16世紀—17世紀），字子重，號若溪、宇衡，浙江紹興府山阴县人，明朝政治人物。同进士出身。

## 生平
十一月十一日生，治易经。萬曆十三年（1585年）乙酉科浙江第六十三名舉人，二十三年（1595年）乙未科會試第八十七名，廷試三甲第三十四名进士，工部觀政，本年六月授宣城县知县，二十九年（1601年）夏六月擢刑部江西司主事。因母喪哀傷病卒。

## 家族
曾祖尹瑄。祖尹禂，恩例壽官。父尹國政，七品散官，封文林郎宣城县知县。母祁氏，封孺人。具庆下。娶周氏，封孺人。子懋中、宣中。